# Radhošťská hornatina
Radhošťská hornatina je geomorfologický podcelek nacházející se v jihozápadních partiích Moravskoslezských Beskyd. Rozkládá se na ploše o výměře 222,74 kilometru čtverečního a střední výškou 701,5 metru. Střední sklon hornatiny má hodnotu 15°41'. V jižních částech se nachází množství strží. Nejvyšším vrcholem Radhošťské hornatiny je Smrk (1276,6 m n. m.). K dalším významným bodům se řadí Kněhyně (1257,5 m n. m.), Radhošť (1128,7 m n. m.), Nořičí hora (1047,0 m n. m.), Velký Javorník (917,8 m n. m.) či Tanečnice (911,6 m n. m.) nebo Kamenárka (862,0 m n. m.).